# Corral de Ayllón
Corral de Ayllón è un comune spagnolo di 100 abitanti situato nella comunità autonoma di Castiglia e León.